# Koryphäe
Als Koryphäe (altgriechisch κορυφή koryphé, deutsch ‚Gipfel, Scheitel‘) bezeichnete man ursprünglich jemanden, der an der Spitze steht, oder einen ‚Anführer‘.

## Bedeutungen
Der Begriff wird in unterschiedlichen Kontexten gebraucht: In der griechischen Tragödie der Antike wird der Chorführer als Koryphäe bezeichnet. Von dort leitet sich auch die Verwendung des Begriffs für die erste Solotänzerin ab, die insbesondere im österreichischen Sprachraum gebräuchlich ist.
Als Koryphäe bezeichnet man heute vor allem eine Person, die durch außergewöhnliche Leistungen hervortritt: eine Autorität, einen Experten, eine Kapazität, einen Sachkundigen für ein bestimmtes Fachgebiet.
Coryphaeus ist außerdem der Beiname des Jupiter in Wilhelm Vollmers Wörterbuch der Mythologie von 1874.